# Mine d'Afton-Ajax
 (mars 2025).
La mine d'Afton-Ajax est une mine à ciel ouvert et souterraine de cuivre et d'or située près de Kamloops en Colombie-Britannique au Canada. Elle appartient à KGHM et à Abacus. La mine appartenait avant 2005 à Teck Resources. Elle est constituée de deux sites à ciel ouvert celui d'Afton et celui d'Ajax, distants de 10 km.